# Vigilance de Calagurris
Vigilance, en latin Vigilantius, fut un prêtre chrétien actif aux alentours de 400. Il est connu par les écrits de saint Jérôme contre lui.

## Biographie
La vie de Vigilance est connue grâce aux échanges de lettres entre Paulin de Nole, Sulpice-Sévère et Jérôme de Stridon, saint Jérôme. Dans son traité Contre Vigilance (Contra Vigilantium), saint Jérôme le dit fils de cabaretier.
Il est né vers 370 à Calagurris en Gaule aquitaine, l'actuelle Saint-Martory dans le Comminges. Il est encore jeune quand son talent est connu de Sulpice-Sévère qui avait une villa à Primuliacum, qu'on suppose être située à proximité de Saint-Martory,,. Sulpice Sévère l'a probablement baptisé et l'a envoyé en 395 à Paulin de Nole avec des lettres. À la Noël 394, le peuple de Barcelone a obtenu de Lampius, évêque de Barcelone, d'ordonner prêtre Paulin de Nole. C'est pendant ce séjour à Barcelone que Paulin rencontre Vigilance, avant qu'il se rende avec sa femme Thérasia à Nole en Campanie où il avait été gouverneur. Vigilance est probablement déjà prêtre  si on en croit la lettre de réponse de saint Jérôme à Paulin en 395.
Vigilance se prépare alors à partir en pèlerinage en Palestine au printemps 395, quand la mer est ouverte et que la navigation en Méditerranée est reprise. Paulin lui a donné de l'argent à distribuer en aumônes aux moines et une lettre pour Jérôme ainsi que le Panégyrique de Théodose. Après son arrivée en Palestine, au printemps 395, Vigilance visite saint Jérôme dans son couvent, à Bethléem, à la même époque qu'Oceanus qui part de Bethléem en juillet. Vigilance ayant une lettre de  recommandation de Paulin, Jérôme le reçoit amicalement comme il l'écrit à Paulin : 
« Le saint prêtre Vigilance a été accueilli avec un empressement dont ses paroles pourront mieux vous informer que ma lettre. Le motif de son départ précipité et de notre abandon, je ne puis le dire, pour ne blesser personne. Bien qu'en passant et en hâte, je l'ai cependant un peu gardé et lui ai fait goûter notre amitié : vous saurez ainsi par lui ce que vous n'aurez point à regretter en nous, ».
Saint Jérôme ne donne pas les raisons qui ont amené Vigilance à le quitter rapidement. Vigilance ne reste pas longtemps en Palestine comme l'indique saint Jérôme dans sa lettre à Paulin. On sait par la Lettre 61 de saint Jérôme à Vigilance, écrite vers 396, que leur discussion a porté sur Origène. Saint Jérôme accuse Vigilance d'avoir défendu la doctrine d'Origène et que lui-même lit ses ouvrages comme tous ceux sur les Écritures selon la recommandation : « Examinez tout avec discernement : retenez ce qui est bon » pour en apprendre ce qu'il y a de meilleur et en critiquer ce qui est contraire à la doctrine de l'Église. Saint Jérôme affirme qu'Origène est un hérétique pour ses affirmations sur la résurrection des morts, sur l'état des âmes, sur la pénitence des démons et sur les séraphins, mais qu'il a bien expliqué la Bible sur plusieurs points obscurs. Il écrit qu'il ne voit pas pourquoi Vigilance le critique quand il a traduit ce qu'il y a de bon dans l'œuvre d'Origène et retranché ou passé sous silence ce qu'il y a de mauvais. On trouve saint Jérôme polémiste quand il écrit que c'est tout autre chose de goûter le vin et d'entendre ce que les prophètes et les apôtres ont écrit en rappelant le métier de cabaretier du père de Vigilance.
Vigilance quitte la Palestine pour rejoindre Paulin à Nole. Dans la lettre de saint Jérôme à Vigilance, saint Jérôme écrit que Vigilance est passé par l'Égypte où les idées d'Origène sont défendues. Ernest-Charles Babut place cette visite en Égypte après son départ de Bethléem qui était considérée par Paulin et Sulpice Sévère comme un lieu de sainteté. Il a pu observer la vie des cénobites de la Thébaïde et en a tiré l'opinion que l'institution monastique et le célibat obligatoire des clercs étaient des nouveautés dangereuses. Vigilance arrive malade à Nole. Pendant son séjour en Italie, Vigilance accuse saint Jérôme d'origénisme comme l'a fait à la même époque Rufin d'Aquilée.
Puis Vigilance revient en Gaule où il rejoint Sulpice Sévère dans sa villa de Primuliacum porteur de la Lettre 5 de Paulin à Sulpice Sévère. Vigilance a dû faire part à Sulpice Sévère de ses opinions sur le monachisme ascétique et le culte des saints qui se développent dans l'Église et que Sulpice Sévère soutient comme son ami Paulin, ainsi que saint Ambroise et saint Martin. C'est probablement à la suite de cette rencontre que Sulpice Sévère a envoyé Postumien en Égypte, en 401, pour faire une contre-enquête. À son retour il a rédigé ses Dialogues, en 404, qui sont une forme de réponse au livre de Vigilance sans le citer.
Selon Gennadius de Marseille, dans De viris illustribus, il a occupé une charge de prêtre dans le diocèse de Barcelone.
Vers 403, il écrit son traité dans lequel il a critiqué certaines pratiques de l'Église, parmi lesquelles le culte des reliques des saints, les miracles qui avaient lieu sur leurs tombeaux, les jeûnes, les veilles et les aumônes, le célibat des clercs et les moines. Vers 404, les prêtres aquitains Ripaire et Desiderius ont écrit la Lettre 109 à saint Jérôme pour connaître son avis sur le livre de Vigilance dans lequel il condamne l'honneur fait aux reliques et aux saints. Saint Jérôme lui répond et lui demande de lui envoyer le livre de Vigilance. Ce traité ne nous est connu que par la réponse violente qu'a rédigé en une nuit, vers 406, saint Jérôme, Contre Vigilance, pour le remettre à Exupère, évêque de Toulouse par l'intermédiaire de Sisinnius, dans lequel il n'hésite pas à mêler controverse dogmatique et portrait à charge dépréciatif montrant un saint Jérôme polémiste et satirique.
L'autorité de saint Jérôme en Occident a fait que Vigilance a fini par être considéré comme un hérétique, même si sa pensée a continué d'avoir une influence en Gaule, dans les Alpes cottiennes (où Jérôme dit qu'il se serait réfugié) et en Espagne tout au long du siècle, comme le montrent les positions de Fauste de Riez à la fin du Ve siècle.
Les lettres de Dungal au IXe siècle le mentionnent fréquemment, accusant Claude de Turin et les léonistes de suivre les préceptes de Vigilance. Dans les vallées vaudoises, il est parfois aussi appelé Léon en référence à son diocèse d'origine, Lugdunum Convenarum, parfois appelé Château-Léon.

## Adversus Vigilantium
À l'été 406, des pèlerins venus à son monastère de Bethléem ont informé saint Jérôme des attaques du prêtre Vigilance contre le culte des reliques, le célibat des prêtres et les honneurs accordés aux moines qu'il juge excessifs. Jérôme en perd son sommeil et, en une nuit, il rédige le texte Contre Vigilance, une réponse qu'il veut cinglante pour faire taire définitivement de tels propos en accablant Vigilance de sarcasmes rageurs et d'invectives. Il est probable que ce texte ne visait pas seulement Vigilance mais aussi une partie de l'épiscopat de la Gaule qui, d'après Jérôme, « ne confèrent le sacrement de l'ordre à personne s'ils ne voient sa femme enceinte ou portant des marmots entre ses bras ». Ce combat de Jérôme est celui d'une réforme de l'Église impulsée par les moines d'Orient et l'évêque de Rome qui veulent imposer la communion des saints, le mérite des moines, la valeur du célibat des prêtres.
Le texte de Jérôme a été utilisé à plusieurs moments de l'histoire religieuse.
Au XIe et XIIe siècles, à la suite de la réforme grégorienne, les évêques vont revendiquer l'administration de toutes les paroisses de leurs diocèses. Les chanoines réguliers vont revenir aux traditions primitives de l'ordre canonial en développant leur mission pastorale. Ils vont alors contester la possession de biens ecclésiastiques et le sacerdoce des moines. Pour justifier cette contestation, les clercs séculiers et les chanoines réguliers se sont appuyés sur les textes des Pères de l'Église et, en particulier, une sentence se trouvant dans Contre Vigilance : « le moine n’a pas pour fonction d’instruire, mais de pleurer sur lui-même ou le monde et d’attendre en tremblant la venue du Seigneur ». Pour saint Jérôme, le moine ayant décidé de se retirer dans le désert, il n'a pas pour vocation d'enseigner la foi au peuple chrétien. Cette phrase du Adversus Vigilantium est devenue une sentence qui est utilisée pour la première fois en 829 par Raban Maur dans une polémique avec son élève Gottschalk. De nombreuses copies du texte de saint Jérôme se trouvent dans les bibliothèques du Moyen Âge.
Louis de Berquin a été condamné à mort et brûlé vif comme défendant des propositions luthériennes et injurieuses aux vœux monastiques dont celle tirée d'une note rédigée sur sa traduction, Epistre de saint Hierosme contre Vigilance : « Ce qu'ils demanderont à un saint ils n'oseront le demander à un autre saint, comme si chacun des saints avait son certain office et charge ». En 1523, la Faculté de théologie de Paris a condamné ceux qui renouvellent les propos de Vigilance et qui attaquent l'usage  d'orner les reliques des saints et de les mettre dans des lieux élevés, et qui soutiennent qu'il faudrait les laisser dans la terre. Il avait encouragé le roi François Ier à inviter Érasme à venir enseigner au futur Collège Royal, en 1523, à l'initiative de Louis de Berquin qui avait lu en 1520 Adversus Vigilantium dans l'édition de saint Jérôme  de 1516 publiée par Érasme

## Manuscrit
- Epistulae Adversus Vigilantium, 1435

## Texte
- « Contre Vigilance », dans Œuvres complètes de saint Jérôme, traduction de l'abbé Bareille, Louis Vivès, Paris, 1878, tome 3, p. 1-15 (lire en ligne)

L'Histoire littéraire de la France lui consacre un chapitre.